# Стокетт (Монтана)
Стокетт (англ. Stockett) — переписна місцевість (CDP) в США, в окрузі Каскейд штату Монтана. Населення — 157 осіб (2020).

## Географія
Стокетт розташований за координатами 47°21′13″ пн. ш. 111°10′11″ зх. д. / 47.35361° пн. ш. 111.16972° зх. д. (47.353489, -111.169738).  За даними Бюро перепису населення США в 2010 році переписна місцевість мала площу 3,81 км², уся площа — суходіл.

## Демографія
Згідно з переписом 2010 року, у переписній місцевості мешкало 169 осіб у 68 домогосподарствах у складі 47 родин. Густота населення становила 44 особи/км².  Було 82 помешкання (22/км²).
Расовий склад населення:
| - 93,5 % — білих - 5,9 % — корінних американців |

До двох чи більше рас належало 0,6 %. Частка іспаномовних становила 0,6 % від усіх жителів.
За віковим діапазоном населення розподілялося таким чином: 26,6 % — особи молодші 18 років, 61,6 % — особи у віці 18—64 років, 11,8 % — особи у віці 65 років та старші. Медіана віку мешканця становила 37,5 року. На 100 осіб жіночої статі у переписній місцевості припадало 106,1 чоловіків;  на 100 жінок у віці від 18 років та старших — 110,2 чоловіків також старших 18 років.
Середній дохід на одне домашнє господарство  становив 63 670 доларів США (медіана — 67 500), а середній дохід на одну сім'ю — 65 961 долар (медіана — 67 292). Медіана доходів становила 47 917 доларів для чоловіків та 27 375 доларів для жінок. 
Цивільне працевлаштоване населення становило 97 осіб. Основні галузі зайнятості: мистецтво, розваги та відпочинок — 26,8 %, науковці, спеціалісти, менеджери — 17,5 %, освіта, охорона здоров'я та соціальна допомога — 14,4 %.